# 鬼夜

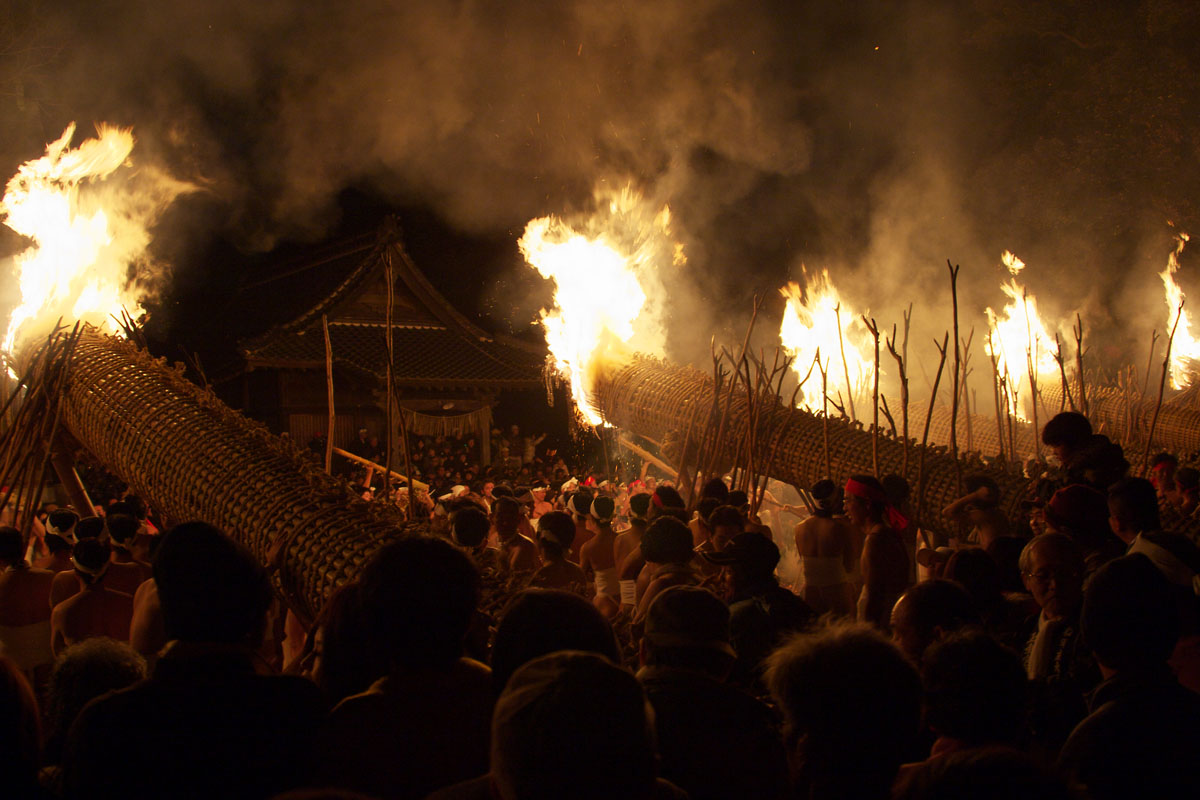
鬼夜

鬼夜（おによ）は、福岡県久留米市大善寺で開催される祭。

## 概要
毎年1月7日の夜に大善寺玉垂宮で行われる追儺の祭事で、大松明6本が境内を巡る火祭りである。1994年に重要無形民俗文化財に指定。日本三大火祭りとされることも。
勅命を受けた玉垂命（藤大臣）が肥前国水上の桜桃沈輪（ゆすらちんりん）を368年（仁徳天皇56年）1月7日の夜、松明をかざして討ち取りその首を焼き払った故事が祭りの起源とされる。

## 鬼会
鬼夜は大晦日の夜から1月7日までの鬼会（おにえ）行事のハイライトである。
大晦日の夜に燧石（火打石）で御神火（鬼火）を灯し、神職によって神殿にて守られる。神職はそれとともに国家安泰や五穀豊穣を祈願する。7日の午前中には鬼面尊神の神事と種撒き神事が執り行われる。そして7日の夜を迎えて満願となり、鬼夜が行われる。
またこの期間中の1月4日に大松明を境内で作り奉納する。

## 本祭
夜も更けるとへこ姿の男性が提灯や小松明を手にして境内に参集し、神社手前の霰川（広川）で汐井汲みをする。そしてシオイカキ（男性が境内を周回する）ののち境内の明かりがすべて消される。このとき屋台の照明も消される。暗闇の中に神殿から鬼火が持ち出され大松明に灯されると、炎が境内を照らし出す。燃える大松明の前では鉾面神事（赤と青の天狗面をつけた演者が相対しつつ魔を祓う）が行われ、そののち大松明が境内を移動しはじめる。鬼の役が姿を隠し、木の棒を手にしたシャグマ姿の子供らに囲まれて鬼堂を7周半回る。大松明は惣門をくぐり本殿を周回すると順次消されて鬼夜神事の終了となる。

## 大松明

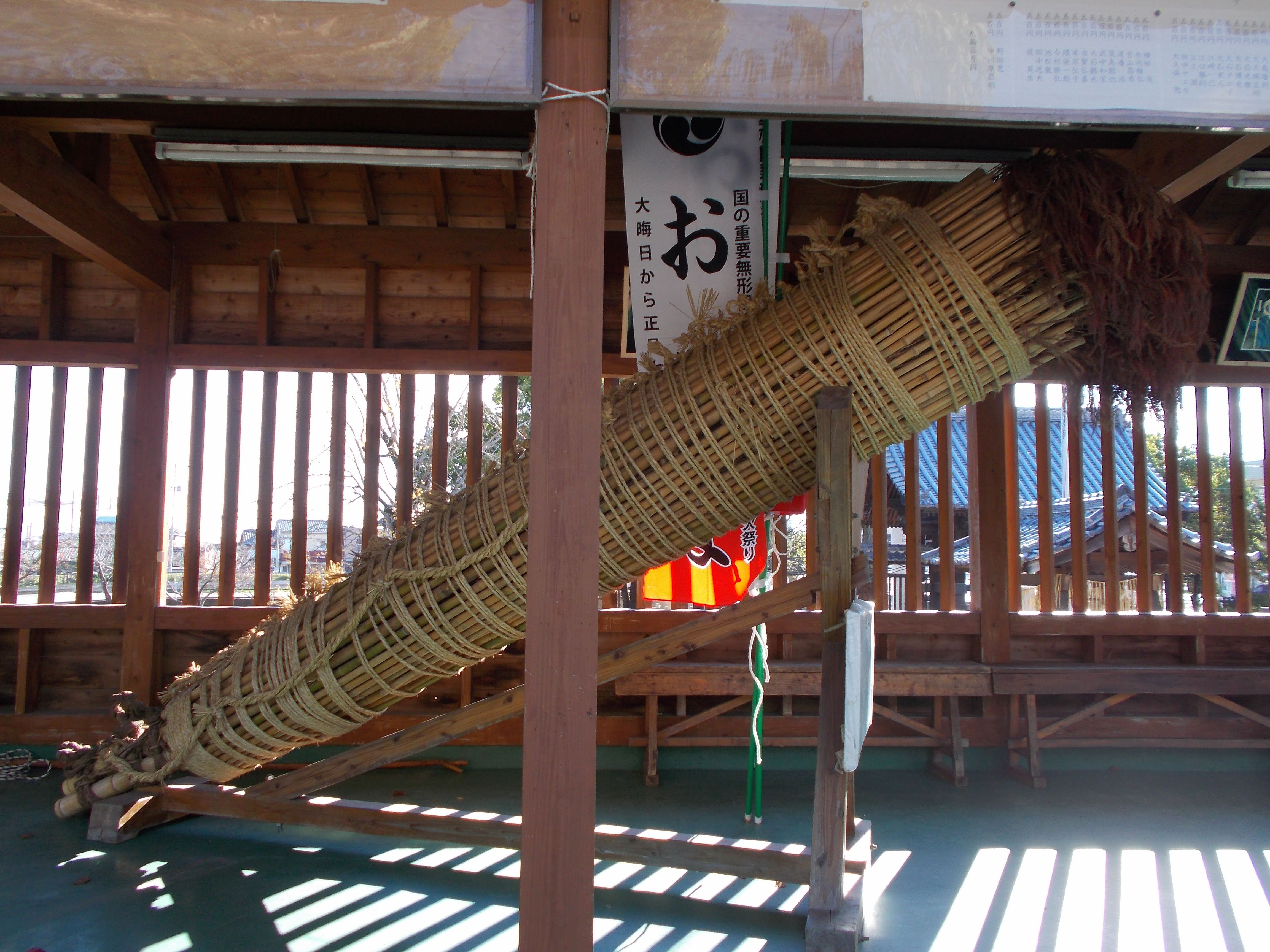
大松明

大松明は全長13メートル。点火する松明上部の直径は約1メートル。重さは約1.2トンある。孟宗竹を3本束ねた芯の周囲に笹竹を寄せ、さらにその周りを真竹で包む。これに縄をかけて結ぶが、縄の本数は上から7・5・3・3・5・7本とされる。松明上部は点火のために杉の枯葉を入れて整える。松明下部は蔓で縛り、尻引綱を取り付ける。尻引綱は松明を移動させる際に氏子が手にして引っ張るのに用いられる。
大松明を移動させる時、松明を支えるため男性はカリマタと呼ばれる3メートルほどの二叉の樫の棒を用いる。大松明の下で支えるため火の粉を浴びる。

## 交通
- 西鉄天神大牟田線大善寺駅から
  - 西口より徒歩5分
- JR九州久留米駅から
  - 西鉄バスまたは堀川バスで西鉄久留米駅へ、同駅より大善寺駅まで6分。
  - 西鉄バス（大川橋行き）に乗車、約30分の「御塚」バス停より徒歩3分。
- JR九州荒木駅から
  - タクシー5-6分。
- 駐車場は神社裏の玉垂公園、大善寺小学校、神社東側にある。

## そのほか
- 境内には有料の桟敷席（観覧席）が用意される。
- JR九州久留米駅のコンコースには祭に合わせて約4メートルのミニ松明が飾られる。
- JR九州荒木駅の駅名標イラストに採用される。